# クーガー荒野に帰る
『クーガー荒野に帰る』（Charlie, the Lonesome Cougar）は1967年のアメリカ合衆国の映画。
クーガー（ピューマ）と人間の触れ合いを描いた作品。ウォルト・ディズニー・プロダクション製作。監督はウィンストン・ヒブラー。ナレーターはレックス・アレン。日本では日本語吹替版で初公開された。
当初は『ジャングル・ブック』との2本立てで公開する予定だったという。

## キャスト
| 役名                 | 俳優                       | 日本語吹替                          | 日本語吹替                                                                |
| 役名                 | 俳優                       | 東京12ch版                          | NHK-BS2版                                                                 |
| -------------------- | -------------------------- | ----------------------------------- | ------------------------------------------------------------------------- |
| ジェス・ブラッドリー | ロン・ブラウン             | 納谷六朗                            | 関俊彦                                                                    |
| ポトラッチ           | ブライアン・ラッセル       |                                     | 梅津秀行                                                                  |
| ジェスの婚約者       | リンダ・ウォーレス         |                                     |                                                                           |
| 農家                 | ジム・ウィルソン           | 滝口順平                            |                                                                           |
| 機関長               | ルイス・サンプル           |                                     |                                                                           |
| 工場経営者           | クリフォード・ピーターソン |                                     |                                                                           |
| 工場従業員           | エドワード・C・モラー      |                                     |                                                                           |
| 不明 その他          | N/A                        | 立壁和也 田口昴 清川元夢 三田松五郎 | 金尾哲夫 坂口哲夫 小川剛生 茶花健太 田坂浩樹 町田政則 広田みのる 井田国男 |
| クーガーのチャーリー | クーガーのチャーリー       | 原語流用                            | 原語流用                                                                  |
| イヌのチェーンソー   |                            | 原語流用                            | 原語流用                                                                  |
| ナレーター           | レックス・アレン           | 田中信夫                            | 小川真司                                                                  |

- 東京12ch版：初回放送 1974年9月1日 日曜 19:00 - 19:56『ディズニーワールド』
- NHK-BS2版：初回放送 2010年7月13日『衛星映画劇場[2]』

## スタッフ
- 監督：ウィンストン・ヒブラー
- 製作：ウォルト・ディズニー
- 原作・脚本：ジャック・スピアーズ
- 撮影：ロイド・ビーブ、ウィリアム・W・ベーコン三世、チャールズ・L・ドレーバー
- 音楽：フランクリン・マークス

日本語版
※NHK-BS2版
- 演出：簑浦良平
- 翻訳：平田勝茂
- 制作：ACクリエイト